# Hibiscus ankaramyensis
Hibiscus ankaramyensis är en malvaväxtart som beskrevs av Bénédict Pierre Georges Hochreutiner. Hibiscus ankaramyensis ingår i Hibiskussläktet som ingår i familjen malvaväxter. Inga underarter finns listade i Catalogue of Life.